# Niewieryszki
Niewieryszki (lit. Nevieriškės) – wieś na Litwie, w rejonie wileńskim, 1 km na południe od Ławaryszek, zamieszkała przez 106 osób.

## Historia
W dwudziestoleciu międzywojennym leżały w Polsce, w województwie wileńskim, w powiecie wileńsko-trockim, w gminie Mickuny.
Po II wojnie światowej w granicach Związku Sowieckiego. Od 1991 na niepodległej Litwie.